# Meänkieli
El meänkieli (lit. "la nostra llengua") és una llengua ugrofinesa parlada al nord de Suècia, al voltant de la vall de Torne. Des del punt de vista lingüístic, el Meänkieli és un dialecte mútuament intel·ligible del finès, però per raons polítiques i històriques té la condició de llengua minoritària de Suècia. En suec avui en, dia, el llenguatge és normalment denominat Meänkieli per les autoritats, si bé existeix un nom més antic per designar-la, tornedalsfinska que significa literalment "Finlandès de la Vall de Torne"..
El meänkieli es distingeix principalment del finlandès estàndard per la falta d'influència de les evolucions del finès produïdes durant els segles XIX i XX. El meänkieli també conté molts manlleus lingüístics del suec, pertanyents a la vida quotidiana. Tanmateix, la freqüència dels manlleus no és excepcionalment alta si la comparem amb altres dialectes del finlandès: per exemple el dialecte de Rauma té aproximadament la mateixa freqüència de manlleus que el meänkieli. El meänkieli manca de dos dels casos gramaticals utilitzats en finès estàndard, és a dir, el cas comitatiu i el cas instructiu (que en canvi s'utilitzen en les obres literàries en llengua oficial a Finlàndia). A Finlàndia, el meänkieli és generalment considerat com un dialecte del nord. Existeix també un dialecte del Meänkeli parlat al voltant de Gällivare que difereix encara més del finlandès estàndard.

## Història
Històricament, la zona on es parla Meänkieli i el que ara és Finlàndia (a part de la zona lingüística del sami i el suec), formaven un continuum lingüístic al Regne de Suècia. Des que la zona est del riu Torne va ser cedida a Rússia el 1809, el llenguatge es va desenvolupar en aïllament parcial a partir de la llengua estàndard finlandesa. En la dècada de 1880, l'Estat suec va decidir que era més adequat que tots els ciutadans de Suècia parlessin el mateix idioma, el suec i es va prohibir l'ús del Meänkieli. Va esdevenir, llavors, una llengua separada de la vida pública, que només es mantenia en l'esfera privada i aviat va començar a perdre terreny.

## Controvèrsia
L'educació en Meänkieli ha estat criticada amb l'argument que la llengua finlandesa estàndard donaria més possibilitats als estudiants per seguir en els estudis i per poder estudiar la literatura finlandesa.